# 米歇尔·埃贝兰
米歇尔·埃贝兰（法語：Michel Herbelin，法語發音：[miʃɛl ɛʁbəlɛ̃]），常称赫柏林，創業於1947年，工廠位於法國杜省沙尔克蒙，是法國腕表品牌，擁有獨立製錶工匠，米歇尔·埃贝兰是經營高價奢侈品牌路線，所生產的腕表都是手工錶，全都是由米歇尔·埃贝兰自行設計、設計、組裝、調整和檢查。

## 歷史沿革
米歇尔·埃贝兰創業初期以Impec品牌銷售手錶，直到1960年才改用米歇尔·埃贝兰。
米歇尔·埃贝兰的兒子皮埃爾-米歇尔·埃贝兰（法語：Pierre-Michel Herbelin）繼承家業，並且在1980年開創新系列Newport Yacht Club，其設計靈感來自於跨大西洋船隻的舷窗，還有新系列Odyssey，不過隨著市場的改變，米歇尔·埃贝兰也使用瑞士生產的機芯，藉此增加品牌的競爭力，米歇尔·埃贝兰一年約銷售10萬只腕表。

## 相關連結
- 米歇尔·埃贝兰官方網站 （页面存档备份，存于）